# Steinsel
Steinsel (luxemburgués: Steesel) es una comuna y un pueblo de Luxemburgo. Está situado al norte de la ciudad de Luxemburgo y forma parte del cantón de Luxemburgo, que a su vez forma parte del distrito de Luxemburgo.

## Steinsel hoy
En 2005 el pueblo de Steinsel, situado al oeste de la comuna, tenía una población de 1844 habitantes. Los otros pueblos dentro de esta comuna son Heisdorf y Mullendorf.

## Localidades hermanadas
- Pace, Francia

## Galería fotográfica

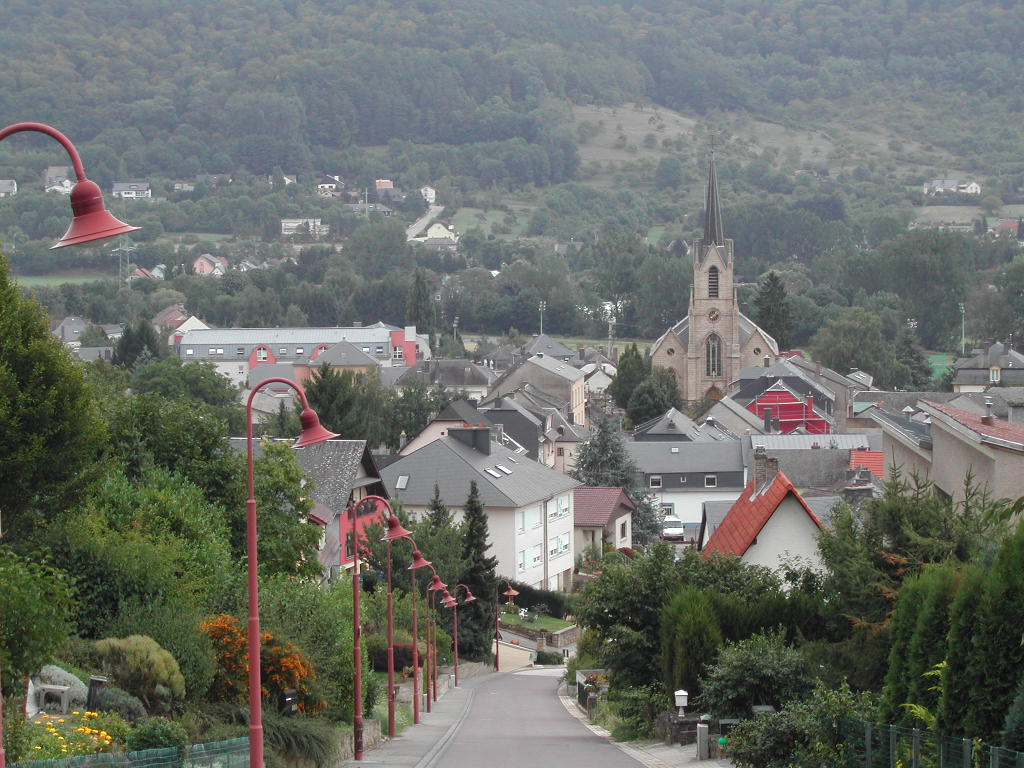
Panorámica de Steinsel
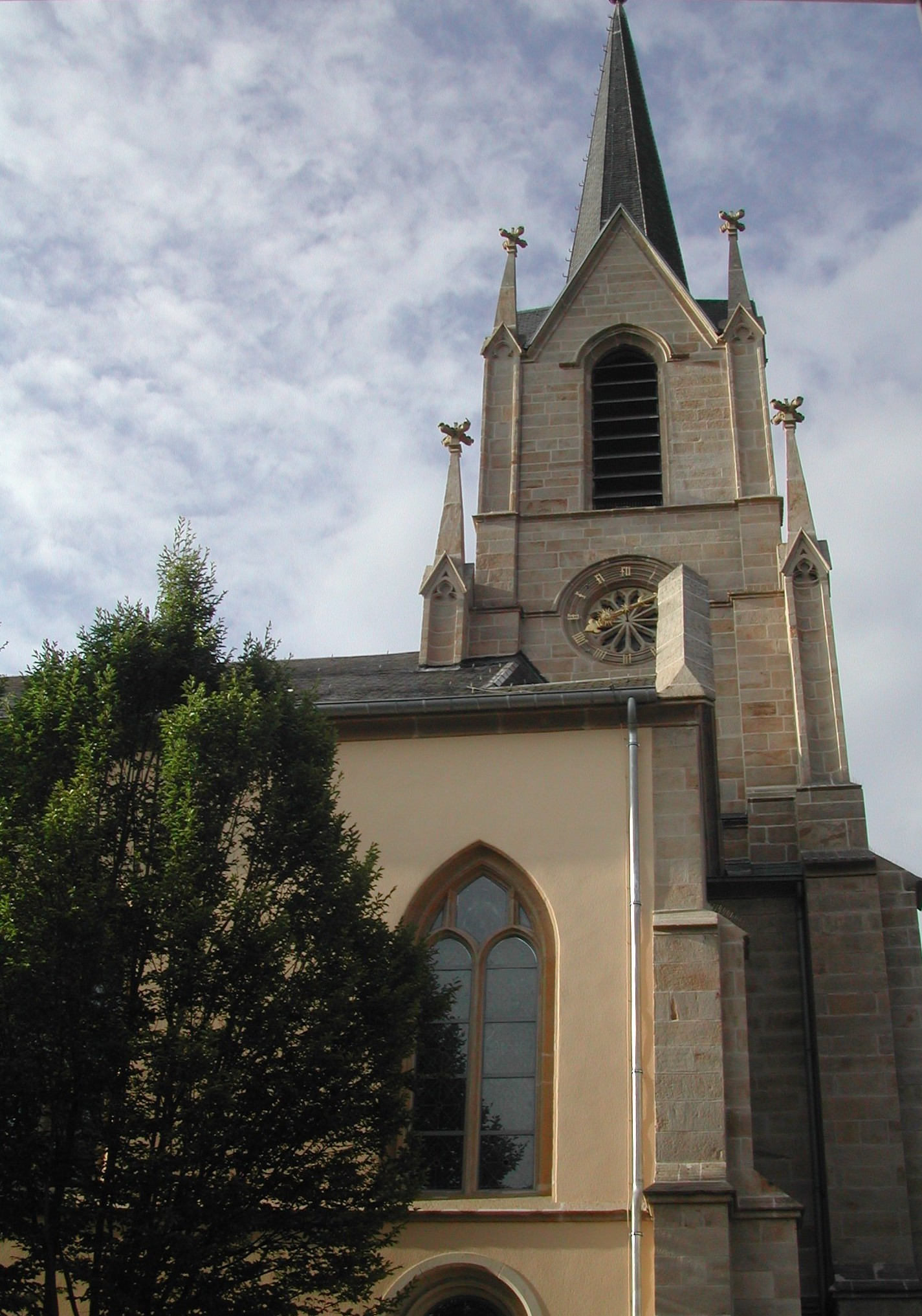
Iglesia de Steinsel
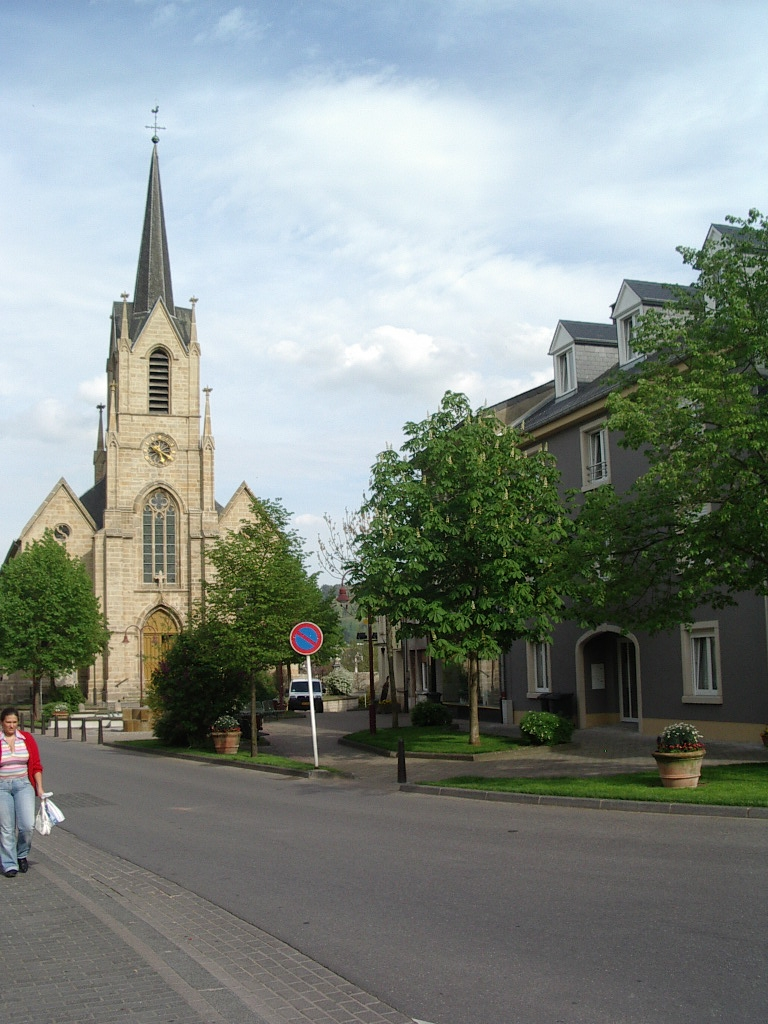
Iglesia de Steinsel